# Colyford
Colyford – wieś w Anglii, w hrabstwie Devon, w dystrykcie East Devon. Leży 34 km na wschód od miasta Exeter i 223 km na południowy zachód od Londynu.